# 格利納
格利納是克羅地亞的城鎮，位於該國中部格利納河畔，由錫薩克-莫斯拉維納縣負責管轄，面積543平方公里，海拔高度112米，2011年人口9,341。

## 外部連結
- Glina （页面存档备份，存于）